# Jesse Helms
Jesse Alexander Helms, Jr. (Monroe, 18 ottobre 1921 – Raleigh, 4 luglio 2008) è stato un politico statunitense, senatore per lo stato della Carolina del Nord dal 1973 al 2003.

## Biografia
Nato a Monroe, dopo il college Helms trovò lavoro come giornalista per un quotidiano locale, dove rimase per diversi anni. Durante questo periodo conobbe Dot Coble, anche lei giornalista, con la quale si sposò nel 1942.
Durante la seconda guerra mondiale, Helms cominciò ad avvicinarsi alla politica e aderì al Partito Democratico. In questo periodo comunque si fece conoscere per le sue posizioni anticomuniste e fu molto attivo come collaboratore di alcuni politici. Nel 1957 venne eletto nel consiglio comunale di Raleigh, dove rimase per due mandati. Nel corso degli anni tuttavia le idee conservatrici di Helms continuarono a spostarsi sempre più a destra, finché lasciò il Partito Democratico per divenire un repubblicano.
Nel 1972 si candidò al Senato per il seggio occupato dal democratico in carica B. Everett Jordan; questi però venne sconfitto nelle primarie dal deputato Nick Galifianakis, che era considerato più progressista rispetto a Jordan. Helms sfruttò l'immagine troppo liberale dell'avversario per costruire la sua campagna elettorale e alla fine riuscì a vincere la competizione.
Nel 1978 ottenne un secondo mandato da senatore e anche nel 1984 venne rieletto, sconfiggendo l'allora governatore della Carolina del Nord Jim Hunt. Anche in questi anni Helms continuò a condurre delle battaglie ideologiche ritenute fondamentaliste (propose ad esempio un emendamento che obbligava tutti gli immigrati a sottoporsi al test per l'HIV).
Al Congresso, Helms si fece conoscere per le sue posizioni estremamente conservatrici: oppositore dell'aborto, fu uno dei maggiori contestatori dei Trattati Torrijos-Carter. Il 18 maggio 1989, insieme al collega Al D'Amato, tenne un discorso al Senato in cui accusò l'opera Piss Christ di volgarità e blasfemia.
Nel 1990 ottenne un altro mandato, sconfiggendo l'ex sindaco afroamericano di Charlotte Harvey Gantt, in una competizione elettorale che venne sospettata di brogli e che vedeva favorito Gantt soprattutto per via dell'estremismo di Helms.
Nel 1996 creò una legge insieme al deputato dell'Indiana Dan Burton, l'Helms-Burton Act, volto a rafforzare l'embargo contro Cuba e che ebbe conseguenze dannose per la popolazione locale. Nello stesso anno sconfisse per la seconda volta Gantt conquistando un quinto mandato da senatore, al termine del quale decise di ritirarsi dalla politica. Il suo seggio venne vinto dalla compagna di partito Elizabeth Dole.
Jesse Helms morì nel luglio del 2008 all'età di ottantasei anni.